# Johann Christoph Rhode
Johann Christoph Rhode (* 1713 im Herzogtum Magdeburg; † 1786 in Berlin) war ein deutscher Kartograph.

## Leben
Die Königlich-Preußische Akademie der Wissenschaften in Berlin hatte 1748 das Monopol zur Kartenproduktion in Preußen sowie das Privileg der Erhebung einer Stempelgebühr für importierte Karten erhalten. Zur Erfüllung des mit dem königlichen Monopol verbundenen kartographischen Publikationsanspruchs wurde Rhode 1752 zum Geographen der Akademie bestellt. Diese Aufgabe nahm er bis zu seinem Tod wahr; sein Nachfolger war Daniel Friedrich Sotzmann.
Rhode war zusammen mit seinem älteren Bruder, dem Ingenieur Andreas August Rhode, an den Schmettau’schen geodätischen Vermessungen beteiligt. Leonhard Euler, der sich ebenfalls als Kartograph betätigte und 1759 zum Leiter der Akademie erhoben wurde, holte Rhode nach Berlin. Im Jahre 1752 erhielt Rhode von der Akademie den Titel eines Geographen. Unter Eulers Leitung arbeitete Rhode seit 1752 an einer „deutschen Postkarte“, die die Postrouten im damaligen römisch-deutschen Reich verzeichnete.
Das wohl erfolgreichste Projekt der Akademie wurde der Schulatlas, der seit 1748 geplant und durch den Einsatz von Leonhard Euler auch realisiert wurde. 1753 erschien die 1. Auflage des Atlas geographicus omnes orbis terrarum regiones in XLI tabulis ... /Atlas géographique représentant en XLI cartes toutes les regions de la terre ... mit einem Vorwort von Euler. Die 2. Auflage mit deutschem Haupttitel Geographischer Atlas, bestehend in 44 Land-Charten, ... wurde 1760 veröffentlicht, die 3. unverändert im Jahre 1777.
Die Notwendigkeit zu einer inhaltlichen Verbesserung und Erweiterung des Schulatlas wurde vonseiten der Akademie eingesehen, doch die 3. Auflage erschien ohne derartige Veränderungen, mit denen J.C. Rhode beauftragt wurde. Dabei blieb es bis 1786. Weitere Veröffentlichungen der Akademie unter maßgeblicher Beteiligung von J.C. Rhode waren neben der Deutschen Postcharte (1755) Karten des Kriegstheaters in Nordamerika (1757), der Landgrafschaft Hessen (1761), von Pommern (4 Blätter 1761–1764), von Preußen (nach 1764), von Mecklenburg (1765), vom Tiergarten bei Berlin (1765), von Bremen und Verden sowie Bayern (1767), von Russland (3 Blätter 1769), vom Herzogtum Lauenburg (1771), der Diözese Aggerhus und vom Kriegstheater zwischen Österreich, Russland und der Türkei (1786). Ein großer Erfolg wurde der 1772 von J.C. Rhode gestaltete Neue Geometrische Plan der Königlichen Haupt und Residenzstadt Berlin.
Bis auf die beiden Stadtpläne von Berlin und den Plan des Tiergartens weist der Kartenkatalog der Akademie bis 1786 keine Darstellungen von Brandenburg auf. Allerdings hatte Andreas August Rhode von der Akademie den Auftrag erhalten, eine General-Carte von der Churmark Brandenburg zu liefern, die er unter Benutzung zahlreicher Spezialkarten anfertigte und im Juli 1766 vorlegte. Die Akademie hoffte, durch die Veröffentlichung dieser Karte einen guten Gewinn erzielen zu können, und glaubte nicht, den Einspruch des Königs befürchten zu müssen. Trotzdem entschloss man sich, die königliche Genehmigung zur Publikation einzuholen und – stieß in ein Wespennest: Der König ließ die Akademie umgehend wissen, dass diese Karte bei ihrer Veröffentlichung den abgebildeten Gegenden Brandenburg-Preußens früher oder später nur Nachteile bringen würde. Karten von ausländischen Gegenden könnte die Akademie dagegen nach Herzenslust stechen lassen. Die klare Äußerung königlichen Unmuts verhinderte bis zum Tode Friedrichs II. die Veröffentlichung einer zeitgemäßen Karte von Brandenburg.
Bis seinem Tode 1786 schuf Rhode zahlreiche weitere Karten, wenn auch seine Arbeitsmöglichkeiten aufgrund des ihm zur Verfügung stehenden Materials begrenzt waren.

## Werke (ausgewählte)

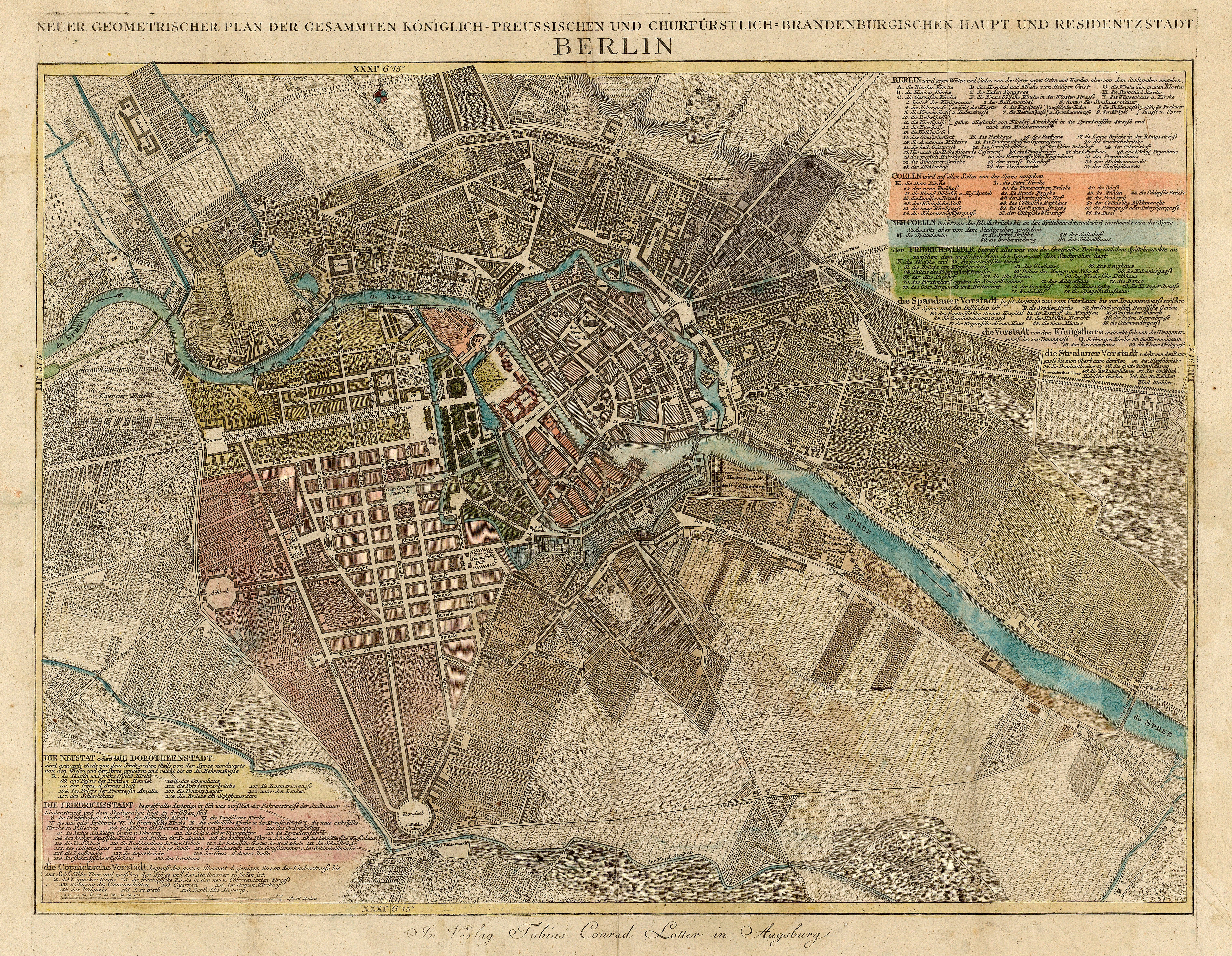
Neuer geometrischer Plan der gesammten Königlich-Preussischen und Churfürstlich-Brandenburgischen Haupt und Residentzstadt Berlin (Kopie einer Karte von J.C. Rhode aus dem Jahr 1772)

- Tabula Geographica Hemisphaerii Borealis (Nordpol), 1753
- Theatrum Belli in America Septentrionali…, 1755
- Geographischer Atlas bestehend in 44. Land-Charten worauf alle Theile des Erd-Creyses vorgestellet werden. Auf Befehl der Königl. Academie der Wissenschaften nach den bisher herausgekommenen besten Charten beschrieben und ins besondere zum Gebrauch der Jugend in Schulen herausgegeben, 1760
- Karte von Altpreußen mit dem Titel BORUSSIA Regia et Ducalis jussu Acad. Reg. Scient. et El. Litt. exactissime descripta a J[ohann] C [hristoph] R [hode] A [cademiae] G [oegrapho], In der ersten Auflage des Geographischen Atlas auf S. 26, in der zweiten und dritten Ausgabe auf S. 28
- Mappa Geographica Asiae Minoris Antiqae jussu ACADEM ....descripta, 1780
- Partes confines Trium Magnorum Imperiorum Austriaci Russici et Osmanici, 1785